# Bactrocera torresiae
Bactrocera torresiae är en tvåvingeart som beskrevs av Huxham och Albany Hancock 2006. Bactrocera torresiae ingår i släktet Bactrocera och familjen borrflugor.
Artens utbredningsområde är Papua Nya Guinea. Inga underarter finns listade.